# ヒトシズク (Aqua Timezの曲)
『ヒトシズク』は、Aqua Timezの楽曲であり、9作目の配信限定シングル。
2024年8月24日に配信された。

## 概要
再結成後、初となる新曲。Aqua Timezが新曲をリリースするのは2018年リリースの『二重螺旋のまさゆめ』以来、およそ6年ぶりである。
表題曲「ヒトシズク」は、サントリー『ザ・プレミアム・モルツ〈ジャパニーズエール〉香るエール』Web-CMソングになっている。
また、MVには再結成後初となるライブ「The FANtastic Live Re:loaded」の映像を使用。「虹」「最後までII」などのMVも手がけた番場秀一がディレクションした。

## 収録曲
1. ヒトシズク [5:28]　
  - サントリー『ザ・プレミアム・モルツ〈ジャパニーズエール〉香るエール』Web-CMソング